# Salamander
Salamander (na niektórych platformach Life Force) – japońska konsolowa gra zręcznościowa (strzelanka), wyprodukowana przez Konami. Gra została wydana przez Konami i Imagine Studios w latach 1986, 1987, 1988, 1989, 1990, 1991, 2007, 2008, 2009, 2010.

## Anime
Na podstawie gry powstała anime OVA o tym samym tytule, która została wydana 25 lutego 1988 roku.

## Salamander Arcade Soundtrack
9 kwietnia 2003 roku została wydana przez Multi-Media kompilacja Salamander Arcade Soundtrack.